# Presídio José Frederico Marques
O Presídio José Frederico Marques, anteriormente Cadeia Pública José Frederico Marques e Batalhão Especial Prisional, é uma penitenciária situada no bairro de Benfica, na Zona Central da cidade do Rio de Janeiro. Localiza-se na Rua Célio Nascimento, próximo do Parque Arará. É administrado pela Secretaria de Estado de Administração Penitenciária (SEAP) por meio da Coordenação de Unidades Prisionais do Grande Rio e Grande Niterói. Outras três unidades prisionais são adjacentes ao presídio: a Casa do Albergado Crispim Ventino, o Instituto Penal Oscar Stevenson e o Patronato Magarinos Torres.
O presídio foi inaugurado no dia 8 de fevereiro de 2017 após passar por uma reforma. A cadeia, que atualmente abriga presos condenados do sexo masculino em regime fechado que tenham sido processados pela Justiça Estadual, funciona onde até 2015 ficou o Batalhão Especial Prisional (BEP), marcado pelas regalias que policiais militares tinham. O local é conhecido por ter tido como internos personalidades do meio político envolvidas em escândalos apurados pela Operação Lava Jato.
A ala masculina, situada no segundo andar do prédio, possui 162 vagas, divididas em 3 galerias (A, B e C), cada uma com 9 celas. As celas do presídio, cada uma com capacidade para 6 pessoas, possuem 16 m² e contam com três beliches. Os banheiros são fechados e possuem vaso sanitário, pia e chuveiro de água fria. Os colchões onde os detentos dormem foram utilizados por atletas durante os Jogos Olímpicos. Cada detento tem direito a uma tomada e pode levar um ventilador. O presídio também conta com uma galeria destinada a mulheres com diploma universitário, localizada no terceiro andar. O espaço, antes ocioso, possui capacidade para 26 detentas.
A cadeia recebeu esse nome em homenagem a José Frederico Marques, um ex-juiz brasileiro. Nascido no dia 14 de fevereiro de 1912 em Santos, José viveu sua juventude no município de Batatais. Formado aos 21 anos pela Faculdade de Direito da Universidade de São Paulo, ocupou os cargos de desembargador do Tribunal de Justiça do Estado de São Paulo e de Vice-Presidente do Instituto Brasileiro de Direito Processual Civil, hoje Instituto Brasileiro de Direito Processual.

## História

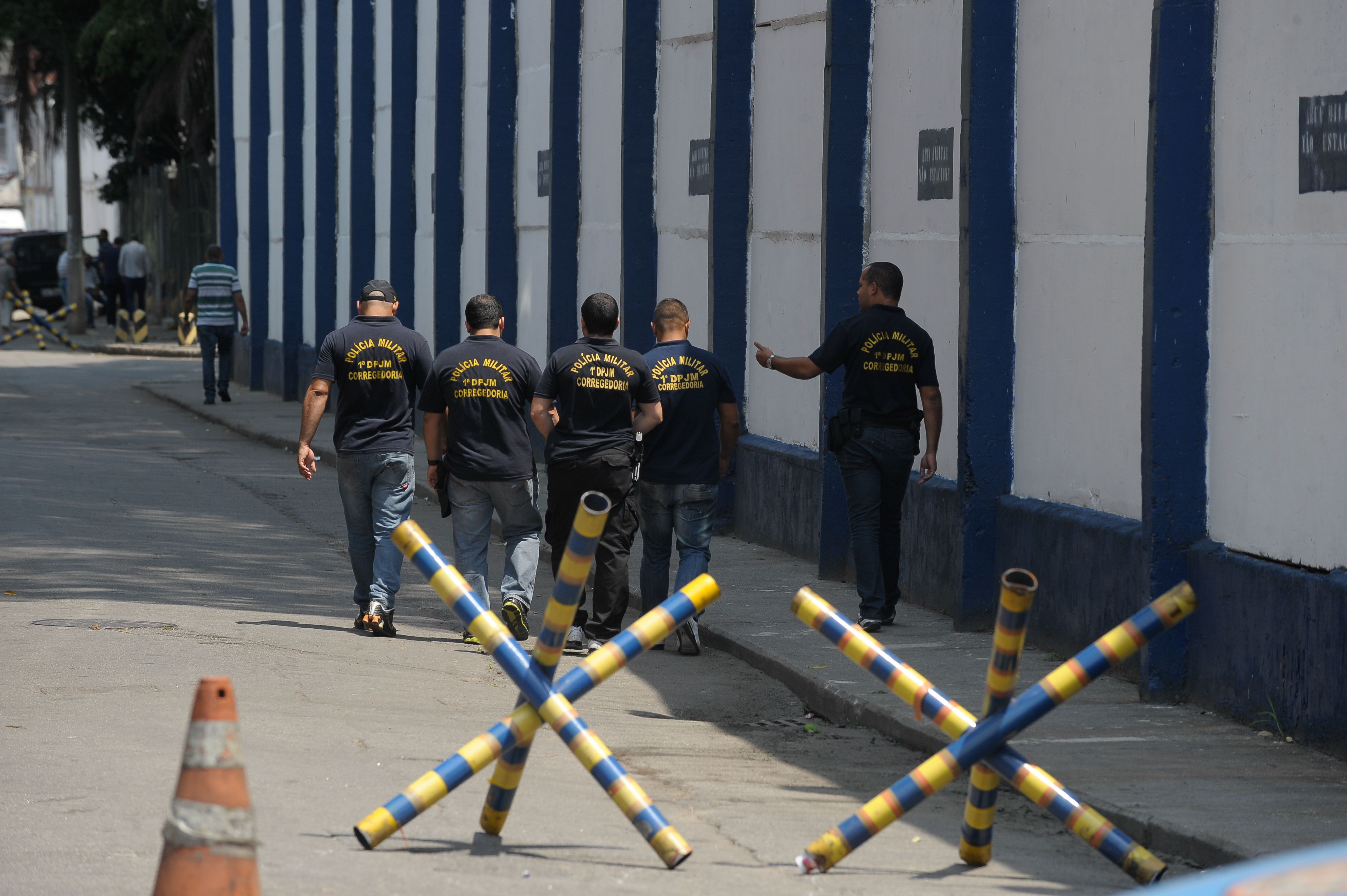
Agentes da Corregedoria da Polícia Militar em frente ao antigo Batalhão Especial Prisional no dia em que foi interditado, em 2015.

O local onde hoje funciona o Presídio José Frederico Marques tem um passado marcado por inúmeros escândalos. Lá, funcionou o Batalhão Especial Prisional (BEP), onde ficavam policiais militares à espera de julgamento ou de transferência para outras penitenciárias. O batalhão havia sido criado em 2004 a fim de serem desativadas antigas carceragens nas unidades da Polícia Militar. Os detentos, no entanto, possuíam diversas mordomias, como ar condicionado, televisores, celulares e celas que se assemelhavam a suítes, além de terem permissão para a realização de festas de aniversário e de churrascos.
No dia 1º de outubro de 2015, a juíza Daniela Barbosa Assumpção, da Vara de Execuções Penais (VEP), teve os sapatos e o óculos arrancados e a blusa rasgada durante uma visita ao Batalhão Especial Prisional. A equipe que acompanhava a magistrada, composta por cerca de 15 agentes, foi agredida por pelo menos quatro internos ao tentarem intervir na situação. O objetivo dos detentos era impedir a revista em uma das alas. Os agressores foram transferidos para o Complexo Penitenciário de Gericinó. No mesmo dia, o juiz titular da VEP na época, Eduardo Oberg, determinou a interdição do BEP e a transferência dos detentos para outras unidades da Secretaria de Estado de Administração Penitenciária (SEAP). Na época, os 221 policiais que estavam detidos na unidade foram transferidos para a Unidade Prisional da Polícia Militar, situada em Niterói.
Em 2017, o prédio passou a abrigar a Cadeia Pública José Frederico Marques, um presídio de triagem que antes ficava no Complexo Penitenciário de Gericinó, onde hoje é a Cadeia Pública José Antônio da Costa Barros. O local passou por três meses de reforma, um a mais do previsto. Foram investidos R$ 26 mil em reparos, feitos por presidiários. Além de uma nova pintura, foram instaladas grades e câmeras por diversos lugares no local. No entanto, não foram instalados de imediato bloqueadores de celulares e nem detectores de metais. A penitenciária, a princípio, era destinada a presos da Operação Lava Jato com curso superior e para devedores de pensão alimentícia.
Em 3 de maio de 2018, um decreto assinado pelo general Walter Braga Netto, então titular da Secretaria de Estado de Segurança (SESEG), determinou que os presos que estivessem na Cadeia Publica José Frederico Marques fossem transferidos para unidades do Complexo Penitenciário de Gericinó. De acordo com o texto, os presos condenados pela Justiça Federal, como é o caso de alguns envolvidos na Operação Lava Jato, deverão ser transferidos para a Cadeia Pública Pedrolino Werling de Oliveira (Bangu 8). O Presídio José Frederico Marques, nova denominação da unidade prisional após a alteração da estrutura básica da SEAP, passou a absorver presos condenados em regime fechado do sexo masculino que tenham sido processados pela Justiça Estadual. O motivo da transferência dos presos é a necessidade de flexibilizar o fluxo de detentos entre as unidades prisionais do estado do Rio de Janeiro.

## Presos notáveis
A penitenciária abrigou diversos presos notáveis, em sua maioria ex-integrantes do Governo do Estado do Rio de Janeiro envolvidos na Operação Lava Jato. As seguintes pessoas já ficaram detidas no Presídio José Frederico Marques:
- Adriana Ancelmo
- Anthony Garotinho
- Antonio Carlos Rodrigues
- Carlos Arthur Nuzman
- Carlos Miranda (Avestruz)
- Edson Albertassi
- Felipe Picciani
- Georges Sadala
- Hudson Braga (Braguinha)
- Jacob Barata Filho
- Jorge Picciani
- Lélis Teixeira
- Leonardo Gryner
- Luiz Carlos Bezerra
- Marco Antônio de Luca
- Paulo Melo (Maria Mole)
- Regis Fichtner
- Rogério Onofre
- Rosinha Garotinho
- Sérgio Cabral Filho
- Sérgio Côrtes
- Wilson Carlos

## Polêmicas
Muitos escândalos, incluindo suspeitas graves envolvendo condutas de presidiários dentro da cadeia, têm sido ultimamente noticiados pela mídia. Tais casos assemelham-se com o que ocorria em La Catedral nos anos 90, local onde Pablo Escobar ficou detido entre 1991 e 1992. Em La Catedral, os detentos usufruíam de diversas regalias, ordenavam assassinatos que ocorriam no próprio recinto e realizavam festas polêmicas, que contavam com bebidas alcoólicas, drogas e mulheres.

### Videoteca
Em 31 de outubro de 2017, a Secretaria de Estado de Administração Penitenciária (SEAP) cancelou uma doação de equipamentos, que incluía DVDs, televisão de 65 polegadas e home theater, para a instalação de uma videoteca no presídio. Os equipamentos, supostamente comprados em dinheiro vivo a mando de Wilson Carlos, seriam doados pela Igreja Batista do Méier e pela Comunidade Cristã Novo Dia. Segundo o advogado Heckel Garcez, que representa um dos pastores envolvidos no caso, seu cliente e uma missionária teriam sido convencidos por Sérgio Cabral, durante um encontro na biblioteca da cadeia, a assinarem um termo de doação dos equipamentos eletrônicos.
Os equipamentos que iriam para o presídio foram doados no dia seguinte para o orfanato Casa do Menor São Miguel Arcanjo, situado em Nova Iguaçu. No local, moram 40 crianças especiais e adolescentes, provenientes da Vara da Infância, da Juventude e do Idoso. A instituição, que possui 31 anos de funcionamento, também atende cerca de 700 adolescentes que realizam cursos profissionalizantes.

### Suposta agressão a político
No dia 24 de novembro de 2017, o ex-governador do Rio de Janeiro Anthony Garotinho alegou ter sido agredido nas dependências do presídio com um porrete por alguém que teria invadido sua cela durante a madrugada. Garotinho chegou à delegacia onde prestou depoimento com os dedos do pé direito machucados e o joelho ralado, lesões estas constatadas no laudo do exame de corpo de delito. Em relato, Garotinho afirmou que o homem havia pisado nele com o salto do sapato nos dedos do pé direito, cuja radiografia acusou fissura óssea entre o segundo e o terceiro dedo, provocando assim um hematoma de grandes proporções. Além disso, o homem teria apontado uma pistola prateada para o rosto do político.
Em outro depoimento, Garotinho afirmou que recebeu um bilhete com um aviso de que presidiários estariam tramando algo contra ele, sem revelar o teor da mensagem. Dias depois, Garotinho publicou em seu blog pessoal a foto do suposto bilhete, entregue a ele por outro interno do presídio, afirmando que Sérgio Cabral teria ordenado a agressão.
A Rede Globo teve acesso a imagens do circuito interno do presídio que mostram o corredor da galeria onde Anthony Garotinho esteve preso. As imagens obtidas somente mostram Garotinho relatando o episódio aos agentes penitenciários e, posteriormente, sendo atendido por Sérgio Côrtes. De acordo com a SEAP, as câmeras do circuito são acionadas somente quando há movimentação na galeria, ou seja, que não teria ocorrido a agressão, a menos que houvesse edição nas imagens, visto que as câmeras não registraram a entrada do suposto agressor na cela de Garotinho. No entanto, o delegado Wellington Vieira, após vistoria no local, afirmou que somente seria possível concluir se houve ou não a agressão com uma perícia no sistema de câmeras.
O Ministério Público solicitou a íntegra dos vídeos filmados pelas câmeras de segurança instaladas próximo à cela onde ficou Anthony Garotinho. Os peritos apuraram a eficácia do sistema de monitoramento a fim de detectar se havia algum ponto cego nas câmeras de segurança e verificaram os doze acessos até a cela. No dia 19 de janeiro de 2018, em matéria da Folha de S.Paulo, foi revelado que peritos da Divisão de Evidências Digitais e Tecnologia (Dedit) do Ministério Público do Estado do Rio de Janeiro (MP-RJ) apontaram três fragilidades nas imagens das câmeras:
1. Há evidências de interrupções atípicas caracterizadas por corte durante a movimentação de pessoas na área de captura da câmera 4, que filmava a galeria B;
2. Enquanto a câmera 4 registrou o bater de palmas de Garotinho para chamar os agentes, a câmera 3, virada para o mesmo local que a 4, não filmou o movimento, permanecendo a imagem congelada;
3. O acesso à galeria C tinha um "ponto cego" no videomonitoramento da cadeia.

Garotinho iria fazer um retrato falado do suposto agressor no dia 29, entretanto um problema em um dos computadores da Secretaria de Estado de Administração Penitenciária (SEAP) impediu que o retrato fosse feito. No dia 4 de janeiro de 2018, Garotinho foi à Cidade da Polícia, no Jacarezinho, para prestar depoimento sobre a suposta agressão que sofreu e para fazer o retrato falado do homem que o teria agredido. Segundo o advogado de Garotinho, Carlos Azeredo, o perito criminal encarregado do caso concluiu o laudo das câmeras, mas não chegou a conclusões a partir das cópias enviadas ao perito.

### Vistoria do Ministério Público
Também no dia 24, em uma vistoria do Ministério Público do Rio, foram encontrados alimentos que haviam sido levados ilegalmente para consumo do ex-governador Sérgio Cabral Filho e de outros presos. Dentre os alimentos descobertos, haviam camarões, bolinhos de bacalhau, queijos, iogurtes e refrigerantes.
No mesmo dia, foi descoberto que as fichas de identificação de alguns internos não continham foto, fato este que contraria as regras da Secretaria de Estado de Administração Penitenciária (SEAP). No local onde deveriam constar as imagens, aparecia a mensagem "Imagem não autorizada". De acordo com o regulamento da SEAP, quando um preso ingressa no sistema prisional, uma ficha de identificação com dados e foto pessoais deve ser feita. No caso de Sérgio Cabral, a foto dele com uniforme de presidiário, inserida anteriormente na própria ficha, havia sido retirada.
No dia 16 de dezembro de 2017, a GloboNews revelou que a SEAP havia incluído as fotos dos deputados Jorge Picciani, Edson Albertassi e Paulo Melo no sistema de cadastro de presos. No entanto, eles não aparecem de cabelo raspado nas fotos.

### Suítes de motel
No dia 7 de março de 2018, a coluna Informe do Dia, do jornal O Dia, revelou fotos de suítes, semelhantes a encontradas em motéis e usadas para visitas íntimas, que foram encontradas durante uma inspeção feita pelo MPRJ no mês anterior no terceiro andar do prédio onde funciona o presídio. As suítes contavam, dentre outras coisas, com camas de casal, luzes vermelhas, televisores e piso de porcelanato, destoando do que é comum em penitenciárias. O Grupo de Atuação Especializada em Segurança Pública (Gaesp) investiga o caso. No dia anterior, o ex-governador do Rio de Janeiro Anthony Garotinho havia denunciado, em live no Facebook, a existência das suítes.
O Ministério Público também recebeu denúncias de que mulheres estariam recebendo dinheiro para terem relações sexuais com presidiários. O MP informou que irá analisar as imagens das câmeras de vigilância do presídio a fim de confirmar a presença de prostitutas nas dependências da penitenciária. Em nova vistoria feita pela SEAP no dia 7 de março de 2018, mesmo dia do furo do O Dia, foram apreendidos diversos itens irregulares nas celas do presídio, como R$ 7,4 mil em espécie, roupas e alimentos não permitidos e um bloco de consulta odontológica com carimbo.

### Outras
- No dia 17 de novembro de 2017, os deputados estaduais Jorge Picciani, Edson Albertassi e Paulo Melo, que haviam sido encarcerados na Cadeia Pública José Frederico Marques no dia anterior após terem sido presos no âmbito da Operação Cadeia Velha, foram liberados pelo diretor do presídio sem um alvará de soltura assinado por um juiz após as prisões preventivas dos políticos terem sido revogadas por meio de decisão tomada em votação na Assembleia Legislativa do Estado do Rio de Janeiro (Alerj).[34] O Grupo de Atribuição Originária Criminal da Procuradoria-Geral de Justiça (GAOCRIM) iniciou duas frentes de investigação, uma para apurar se houve descumprimento de ordem judicial e outra para verificar uma possível prevaricação do diretor do presídio.[35] Os deputados haviam deixado a unidade prisional em um carro oficial da Alerj.

- Em 27 de novembro de 2017, foi noticiado que Adriana Ancelmo e Rosinha Matheus, que na época eram internas do presídio, não estavam na escala da faxina da ala feminina. Além disso, Adriana era a única das quinze mulheres encarceradas no local a ter colchão alto, dos que foram utilizados por atletas durante os Jogos Olímpicos.[36]

- Em vistoria do Ministério Público do Estado do Rio de Janeiro, foi descoberto, no interior do presídio, uma enfermaria no primeiro piso e um grande ambulatório no andar de cima, além uma quantidade excessiva de remédios. O responsável pelo ambulatório, Sérgio Côrtes, afirmou que conseguiu os remédios através de doações comandadas por parentes e amigos via WhatsApp.[37]

- Alguns parlamentares que iam visitar colegas presos no presídio também tinham regalias. Eles recebiam autorização de superiores a fim de evitar os trâmites convencionais exigidos pela SEAP para visitas à unidade.[37]